# أستو ندياي دياتا
أستو ندياي دياتا (بالفرنسية: Astou Ndiaye-Diatta)‏ مواليد 5 نوفمبر 1973 في داكار، هي لاعبة كرة سلة سنغالية معتزلة تحولت إلى التدريب بعد الاعتزال. بدأت مسيرتها الاحترافية في سنة 1997. تم اختيارها من قبل فريق ديترويت شوك خلال الدرافت. يبلغ طولها 6 قدم 3 بوصة (1.9 م). مثلت منتخب بلادها. شاركت في دورة الألعاب الأولمبية الصيفية سنة 2000. اعتزلت اللعب في 2007. فازت بلقب دوري المحترفات.

## المسيرة الاحترافية
لعبت مع سياتل رين في موسم 1997–1998، ثم لعبت مع ديترويت شوك من سنة 1999 إلى 2003، ثم لعبت مع إنديانا فيفر في سنة 2004، ثم لعبت مع هيوستن كومتز في سنة 2006، ثم لعبت مع سياتل ستورم في سنة 2007.

## سجل المنافسة
شاركت في المنافسات التالية:
- الألعاب الأولمبية الصيفية 2000
- كأس العالم لكرة السلة للسيدات 1990
- كأس العالم لكرة السلة للسيدات 1998
- كأس العالم لكرة السلة للسيدات 2002
- كأس العالم لكرة السلة للسيدات 2006

## روابط خارجية
- أستو ندياي دياتا على موقع الاتحاد الدولي لكرة السلة (الإنجليزية)
- أستو ندياي دياتا على موقع الاتحاد الوطني لكرة السلة النسائية (الإنجليزية)
- أستو ندياي دياتا على موقع بروبوليرز (الإنجليزية)
- أستو ندياي دياتا على موقع سبورتس رفرنس (الإنجليزية)
- أستو ندياي دياتا على موقع سبورتس رفرنس (الإنجليزية)
- أستو ندياي دياتا على موقع اللجنة الأولمبية الدولية (الإنجليزية)
- أستو ندياي دياتا على موقع أوليمبيديا (الإنجليزية)